# Sanremo-Festival 1986
Die 36. Ausgabe des Festival della Canzone Italiana di Sanremo fand 1986 vom 13. bis zum 15. Februar im Teatro Ariston in Sanremo statt und wurde von Loretta Goggi zusammen mit Anna Pettinelli, Mauro Micheloni und Sergio Mancinelli moderiert.

## Ablauf

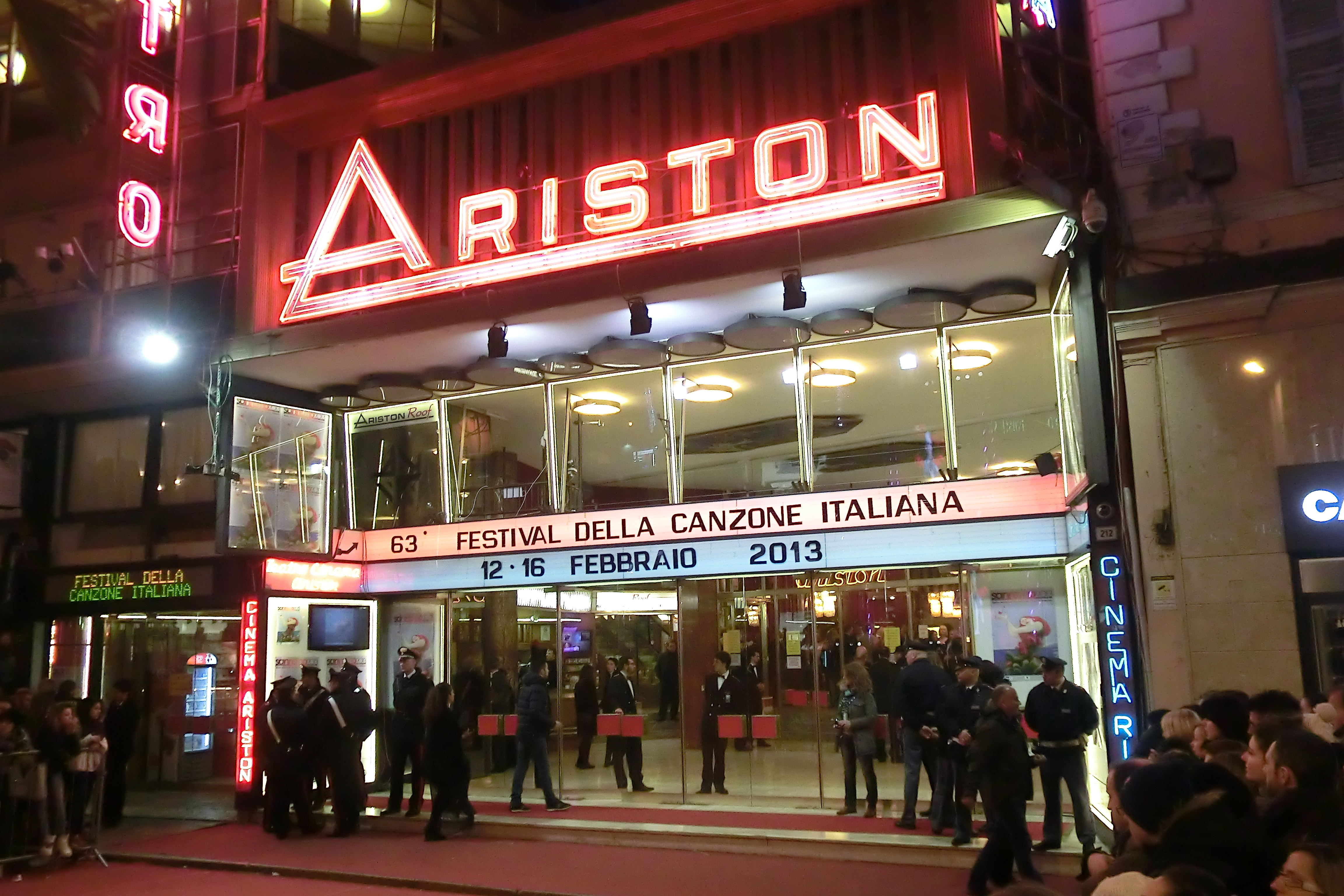
Das Ariston-Theater, Veranstaltungsort des Sanremo-Festivals

In diesem Jahr wurde das Vollplayback der Vorjahre wieder auf Halbplayback reduziert. Ansonsten blieb das Format der (zum 16. Mal) von Gianni Ravera organisierten Veranstaltung unverändert: 22 Beiträge in der Hauptkategorie ohne Vorausscheidung, die durch die Publikumsabstimmung über Totip-Scheine bewertet wurden; und 14 Beiträge in der Newcomer-Kategorie, von denen eine Jury zunächst die Hälfte „aussortierte“. Loretta Goggi, selbst vor fünf Jahren eine erfolgreiche Festivalteilnehmerin, übernahm die Moderation und wurde dabei von den Moderatoren der Musiksendung Discoring (Anna Pettinelli, Mauro Micheloni und Sergio Mancinelli) unterstützt.
Unter den Teilnehmern waren drei ehemalige Sieger: Anna Oxa, Toto Cutugno und Sergio Endrigo. Weitere bereits etablierte Namen im Teilnehmerfeld waren Enrico Ruggeri, Zucchero, Orietta Berti oder Fiordaliso. Nach großen Erfolgen im Fernsehen nahm Renzo Arbore erstmals am Festival teil. Andere Debütanten waren Loredana Bertè, Nino D’Angelo oder Righeira. Als Favorit galt Eros Ramazzotti, der zwei Jahre zuvor in der Newcomer-Kategorie gewonnen hatte. Unter den prominenten internationalen Gästen waren Sting, Spandau Ballet, Depeche Mode, Mr. Mister, Double, Falco und die puerto-ricanische Boygroup Menudo (mit dem damals 14-jährigen Ricky Martin).
Für Skandale sorgten in diesem Jahr zum einen Loredana Bertè, die auf der Bühne mit einer vorgetäuschten Schwangerschaft provozierte, sowie Marcella Bella und Donatella Rettore, die hinter der Bühne in Streit gerieten. Im Finale konnte Ramazzotti mit Adesso tu die Prognosen erfüllen und vor dem stark gehypten Il clarinetto von Renzo Arbore den Sieg holen. Marcella Bella gelang mit Senza un briciolo di testa der dritte Platz. In der Newcomer-Kategorie gewann Lena Biolcati. Enrico Ruggeri wurde für Rien ne va plus mit dem Kritikerpreis ausgezeichnet (in der Newcomer-Kategorie ging dieser ebenfalls an Biolcati).
Es sollte das letzte Festival unter der Leitung von Gianni Ravera sein: Er verstarb am 15. Mai 1986.

## Teilnehmende Beiträge

### Big
- Sieger

| Platzierung | Interpret        | Lied                                                    | Autoren                                                   | Stimmen   |
| ----------- | ---------------- | ------------------------------------------------------- | --------------------------------------------------------- | --------- |
| 1           | Eros Ramazzotti  | Adesso tu                                               | Eros Ramazzotti, Piero Cassano, Adelio Cogliati           | 2.667.284 |
| 2           | Renzo Arbore     | Il clarinetto                                           | Renzo Arbore, Claudio Mattone                             | 2.185.692 |
| 3           | Marcella         | Senza un briciolo di testa                              | Mogol, Gianni Bella                                       | 2.170.986 |
| 4           | Toto Cutugno     | Azzurra malinconia                                      | Toto Cutugno                                              | 1.700.648 |
| 5           | Anna Oxa         | È tutto un attimo                                       | Adelio Cogliati, Franco Ciani, Umberto Smaila             | 1.675.098 |
| 6           | Orietta Berti    | Futuro                                                  | Umberto Balsamo, Lorenzo Raggi                            | 1.381.726 |
| 7           | Nino D’Angelo    | Vai                                                     | Nino D’Angelo, Antonio Annona                             | 1.322.677 |
| 8           | Fred Bongusto    | Cantare                                                 | Sergio Iodice, Fred Bongusto, Mimmo Di Francia            | 863.202   |
| 9           | Loredana Bertè   | Re                                                      | Armando Mango, Mango                                      | 742.124   |
| 10          | Fiordaliso       | Fatti miei                                              | Luigi Albertelli, Enzo Malepasso, Zucchero                | 629.856   |
| 11          | Marco Armani     | Uno sull’altro                                          | Paolo Armenise, Marco Armenise                            | 622.928   |
| 12          | Sergio Endrigo   | Canzone italiana                                        | Sergio Endrigo, Claudio Mattone                           | 503.334   |
| 13          | Rettore          | Amore stella                                            | Maurizio Fabrizio, Guido Morra                            | 437.182   |
| 14          | Mango            | Lei verrà                                               | Mango, Alberto Salerno                                    | 407.348   |
| 15          | Righeira         | Innamoratissimo (tu che fai battere forte il mio cuore) | Righeira, La Bionda, Sergio Conforti, Cristiano Minellono | 407.342   |
| 16          | Scialpi          | No East, No West                                        | Franco Migliacci, Thoty, Scialpi                          | 361.682   |
| 17          | Enrico Ruggeri   | Rien ne va plus                                         | Enrico Ruggeri                                            | 340.694   |
| 18          | Luca Barbarossa  | Via Margutta                                            | Luca Barbarossa                                           | 331.116   |
| 19          | Flavia Fortunato | Verso il 2000                                           | Elio Palumbo, Alberto Cheli, Antonello De Sanctis         | 289.804   |
| 20          | Rossana Casale   | Brividi                                                 | Guido Morra, Maurizio Fabrizio, Salvatore Fabrizio        | 226.652   |
| 21          | Zucchero         | Canzone triste (Canzone d’amore)                        | Zucchero                                                  | 188.868   |
| 22          | Stadio           | Canzoni alla radio                                      | Luca Carboni, Gaetano Curreri, Ricky Portera              | 82.378    |

### Nuove Proposte
- Sieger
- In der Vorrunde ausgeschieden

| Platzierung | Interpret             | Lied                              | Autoren                                                 | Stimmen |
| ----------- | --------------------- | --------------------------------- | ------------------------------------------------------- | ------- |
| 1           | Lena Biolcati         | Grande grande amore               | Stefano D’Orazio, Maurizio Fabrizio                     | 720     |
| 2           | Aleandro Baldi        | La nave va                        | Aleandro Civai                                          | 708     |
| 3           | Giampiero Artegiani   | …E le rondini sfioravano il grano | Giampiero Artegiani, Marcello Marrocchi                 | 620     |
| 4           | Lanfranco Carnacina   | E camminiamo                      | Piero Calabrese, Francesco Ventura, Lanfranco Carnacina | 604     |
| 5           | Meccano               | Ipnotica                          | Elio Aldrighetti, Walter Bassano                        | 583     |
| 6           | Francesco Hertz       | Ma non finisce mica qui           | Guido Morra, Maurizio Fabrizio                          | 568     |
| 7           | Chiari e Forti        | Come una guerra                   | Cheope, Ottavio Angelillo                               | 539     |
|             | Nuova Schola Cantorum | Azzurra anima                     | Lucio Macchiarella, Alberto Cheli                       |         |
|             | Aida Satta Flores     | Croce del Sud                     | Elio Aldrighetti, Aida Satta Flores, Sergio Cossu       |         |
|             | Anna Bussotti         | Nessun dolore                     | Alberto Salerno, Mango                                  |         |
|             | Ivano Calcagno        | Quando l’unica sei tu             | Adelio Cogliati, Moreno Ferrara                         |         |
|             | Miani                 | Ribelle su questa terra           | Giovanni Miani, Piero Montanari                         |         |
|             | Gigi Panceri          | Scherzi della vita                | Gatto Panceri, Piero Cassano                            |         |
|             | Paola Turci           | L’uomo di ieri                    | Mario Castelnuovo, Gaio Chiocchio                       |         |

## Erfolge
Neun Beiträge der Hauptkategorie konnten sich im Anschluss an das Festival in den Top 25 der italienischen Singlecharts platzieren. Am erfolgreichsten war der Siegertitel von Eros Ramazzotti, während der zweitplatzierte Arbore überhaupt nicht in die Charts einstieg. Unter den Liedern der Festivalgäste erwies sich Stings Russians als besonders erfolgreich. Auch Loretta Goggis Titelsong Io nascerò erreichte die Top 10 der Charts.

| Jahr                                         | Titel Interpret                     | Höchstplatzierung, Gesamtwochen, AuszeichnungChartsChartplatzierungen (Jahr, Titel, Interpret, Platzierungen, Wochen, Auszeichnungen, Anmerkungen) | Anmerkungen  |
| Jahr                                         | Titel Interpret                     | IT | Anmerkungen  |
| -------------------------------------------- | ----------------------------------- | --- | ------------ |
| 1986                                         | Adesso tu Eros Ramazzotti           | IT1 (13 Wo.)IT | Platz 1      |
| 1986                                         | Lei verrà Mango                     | IT4 (17 Wo.)IT | Platz 14     |
| 1986                                         | È tutto un attimo Anna Oxa          | IT4 (8 Wo.)IT | Platz 5      |
| 1986                                         | Senza un briciolo di testa Marcella | IT5 (9 Wo.)IT | Platz 3      |
| 1986                                         | Innamoratissimo Righeira            | IT9 (9 Wo.)IT | Platz 15     |
| 1986                                         | No East, No West Scialpi            | IT16 (4 Wo.)IT | Platz 16     |
| 1986                                         | Brividi Rossana Casale              | IT16 (3 Wo.)IT | Platz 20     |
| 1986                                         | Vai Nino D’Angelo                   | IT17 (8 Wo.)IT | Platz 7      |
| 1986                                         | Azzurra malinconia Toto Cutugno     | IT19 (4 Wo.)IT | Platz 4      |
| Weitere Charterfolge aus dem Festivalumfeld: |                                     | |              |
|                                              |                                     | |              |
| 1986                                         | Russians Sting                      | IT1 (16 Wo.)IT | Gastbeitrag  |
| 1986                                         | The Captain of Her Heart Double     | IT3 (14 Wo.)IT | Gastbeitrag  |
| 1986                                         | Eldorado Drum Theatre               | IT4 (8 Wo.)IT | Gastbeitrag  |
| 1986                                         | Broken Wings Mr. Mister             | IT6 (15 Wo.)IT | Gastbeitrag  |
| 1986                                         | Io nascerò Loretta Goggi            | IT8 (11 Wo.)IT | Titelmelodie |
| 1986                                         | Stripped Depeche Mode               | IT16 (4 Wo.)IT | Gastbeitrag  |

## Belege
1. ↑  M&D-Chartarchiv. Musica e dischi, abgerufen am 27. Dezember 2019 (italienisch, kostenpflichtiger Abonnement-Zugang).